# Normativa elettrica in Svizzera
La normativa elettrica in Svizzera è costituita dal diritto federale svizzero e da norme tecniche, emanate da associazioni.

## Il quedro normativo svizzero
L'Assemblea federale della Confederazione Svizzera, in applicazione degli articoli 23, 26, 36, 64 e 64 bis della Costituzione federale della Confederazione svizzera; visto il messaggio del Consiglio federale del 5 giugno 1899 ha emanato la legge n. 734 del 24 giugno 1902, che contiene la disciplina generale della materia.
Su questa norma si basano le ordinanze:
- OICF: Ordinanza sugli impianti elettrici a corrente forte[2]
- OLEI: Ordinanza sulle linee elettriche[3]
- OIBT: Ordinanza sugli Impianti bassa tensione[4]
- OPBT Ordinanza sui prodotti elettrici a bassa tensione[5]
- OCEM Ordinanza sulla compatibilità elettromagnetica[6]

Le norme tecniche SN SEV 1000:2010 (NIBT norme impianti bassa tensione) si basa sulle sopracitate legge e ordinanze. Le NIBT sono edite da Electrosuisse SEV, la vecchia associazione svizzera degli elettrotecnici (ASE). Incaricato dell'elaborazione delle NIBT è il comitato elettrotecnico svizzero (CES) nella fattispecie il comitato tecnico 64 a sua volta composta da:
- AES: Associazione aziende elettriche svizzere
- USIE: Unione svizzera installatori elettricisti
- SUVA: Istituto nazionale svizzero assicurazione contro gli infortuni
- IFICF: ispettorato federale impianti a corrente forte
- VKF: Associazione delle assicurazioni cantonali contro il fuoco
- Industria (per esempio fabbricanti di interruttori e prese)
- Assicurazioni di immobili

## Settori disciplinati

### Sicurezza
Per garantire la sicurezza degli impianti le installazioni elettriche devono essere eseguite, modificate, mantenute e controllate secondo le regole tecniche riconosciute. Le persone e le cose non devono essere messe in pericolo e si deve evitare perturbazioni intollerabili ad altri impianti elettrici.

### Prescrizioni da terzi
Le norme possono essere completate da prescrizioni speciali emanate dai gestori di rete. Queste prescrizioni non devono influenzare la sicurezza richiesta dalle norme.
Esempi tratti dalle NIBT:
2. Scelta dei provvedimenti di protezione di messa al neutro, messa a terra, FI
5. Tensioni di allacciamento e le potenze per gli utilizzatori di energia
6. Definizione degli utilizzatori di energia da bloccare e rispettivi tempi di interruzione
9. Apparecchiature di misura e di commutazione e tariffe.
10. Numero, colore e sezione dei conduttori isolati per il comando degli apparecchi
12. Sezioni minime delle condutture principali e di abbonato

### Altre prescrizioni
Altre prescrizioni di terzi non sono ammesse, a meno che non si tratti di richieste che incrementano la sicurezza nei propri impianti e non siano in contrasto con le prescrizioni dei gestori di rete e delle norme.

### Deroghe
1. Esecuzioni divergenti per le realizzazioni di determinati impianti e singoli impianti possono essere concesse dall'IFICF se esse comportano un evidente progresso tecnico;
2. Esecuzioni divergenti possono essere concesse per gli oggetti che sono eseguiti secondo le norme CENELEC.

## Associazioni
L'associazione svizzera di normazione (Schweizer Normenvereinigung, SNV) è l'organizzazione di normazione nazionale della Svizzera e gestisce circa 12.000 documenti, che definisce gli standard in Svizzera.

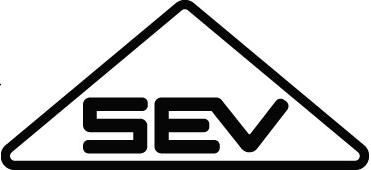
Il logo di conformità della SEV

L'"Electrosuisse SEV", nata a Berna nel 1889 da associazione privatistica, è un organismo pubblico federale con sede a Zurigo che dispone regole tecniche.